# Сивцево (Великолукский район)
Сивцево — деревня в Великолукском районе Псковской области России. Входит в состав сельского поселения « Пореченская волость». Постоянное население по оценке на 2000 год в деревне отсутствовало, на 2010 год составило 3 жителя.

## География
Расположена на юго-западе района, на правом берегу реки Ловать, в 52 км к юго-западу от центра города Великие Луки и в 8 км к юго-востоку от волостного центра деревни Борки.

## История
До 22 декабря 2014 года входила в состав сельского поселения «Борковская волость».
Законом Псковской области от 10 декабря 2014 года Борковской и Купуйской волости вошли в Пореченскую волость. В действие закон вошёл через 12 дней

## Население
| 2001 | 2002 | 2010 |
| ---- | ---- | ---- |
| 0    | ↗1   | ↗4   |

## Известные уроженцы, жители
В имении Сивцево родилась русская детская писательница и педагог Анненская, Александра Никитична (1840—1915).
В Сивцевской школе училась уроженка деревни Черёмуха Великолукского района Мария Ильинична Кривёнышева (1916—1991) — советский передовик производства в сельском хозяйстве. Депутат Верховного Совета СССР 7-го созыва (1966—1970). Герой Социалистического Труда (1966).